# Kamoya
Kamoya est une localité de Moyenne-Casamance, dans le sud du Sénégal. Elle est située entre le fleuve Casamance et le principal de ses affluents de rive droite, la Soungrougrou, entre Marsassoum et Sédhiou.

## Administration
Kamoya fait partie de la communauté rurale de Sansamba, dans le département de Sédhiou (d'abord rattaché à la région de Kolda, puis érigé en région autonome en 2008).

## Géographie
À vol d'oiseau, les localités les plus proches sont Marsassoum Santa, Kounounding Dioe, Tabali, Diognere, Dandone et Niadième.

### Physique géologique
Entre fleuve et forêt, le village est entouré de mangroves.

### Population
Lors du dernier recensement, Kamoya comptait 1 146 habitants et 106 ménages.

## Personnalités nées à Kamoya
Le village s'est fait connaître d'un plus large cercle grâce à l'un de ses enfants qui y naquit en 1957, l'artiste-peintre Ismaïla Manga. Celui-ci déclara en effet : « Kamoya est le village qui m’a vu naître. Kamoya est le village où mes yeux se sont dessillés au grand voyage qu’est la vie » et lui rendit hommage en 2007 à travers une exposition à la Galerie Léopold Sédar Senghor de Dakar qui porta son nom, Kamoya.